# Партія демократичного прогресу
Партія демократичного прогресу (серб. Партија демократског прогреса (ПДП), РС / Partija demokratskog progresa (PDP)) — сербська політична партія в Боснії і Герцеговині, одна з найбільших партії в Республіці Сербській.
Метою ПДП є побудувати вільну, демократичну, відкриту, з громадянським суспільством, інтегровану у спільноту європейських народів і держав, на основі парламентської демократії, верховенства права, ринкової економіки та реалізації основних прав і свобод людини країну. Для досягнення своїх цілей ПДП змагається демократичними парламентськими і непарламентськими ненасильницькими засобами.